# فرانك وايت (لاعب كرة قاعدة)
فرانك وايت (بالإنجليزية: Frank White)‏ (و. 1950  م) هو لاعب كرة قاعدة، من الولايات المتحدة، ولد في غرينفيل، يلعب كقاعدي ثاني ‏.

## جوائز
حصل على جوائز منها:
- جائزة القفاز الذهبي لرولينغز [الإنجليزية]‏.

## روابط خارجية
- فرانك وايت على موقع دوري كرة القاعدة الرئيسي (الإنجليزية)
- فرانك وايت على موقعبيزبول رفرنس.كوم (الدوري الرئيسي) (الإنجليزية)
- فرانك وايت على موقعبيزبول رفرنس.كوم (الدوري الثانوي) (الإنجليزية)
- فرانك وايت على موقع إي إس بي إن.كوم (أم.أل.بي) (الإنجليزية)
- فرانك وايت على موقع مشجعي الرسوم البيانية (الإنجليزية)